# Rastko Stojković
Rastko Stojković (Belgrado, 12 de julio de 1981) es un jugador de balonmano serbio que juega como pívot en el Pfadi Winterthur. Es internacional con la selección de balonmano de Serbia.
Con la selección ganó la medalla de plata en el Campeonato Europeo de Balonmano Masculino de 2012.

## Palmarés

### Estrella Roja
- Liga de Serbia de balonmano (2): 1998, 2004
- Copa de Serbia de balonmano (1): 2004

### Partizan
- Liga de Serbia de balonmano (1): 1999

### Nordhorn-Lingen
- Copa EHF (1): 2008

### Kielce
- Liga polaca de balonmano (3): 2010, 2012, 2013
- Copa de Polonia de balonmano (4): 2010, 2011, 2012, 2013

### Meshkov Brest
- Liga de Bielorrusia de balonmano (4): 2015, 2016, 2017, 2018
- Copa de Bielorrusia de balonmano (4): 2015, 2016, 2017, 2018

### Pfadi Winterthur
- Liga de Suiza de balonmano (1): 2021

## Clubes
| Club                  | País                 | Año           |
| --------------------- | -------------------- | ------------- |
| Estrella Roja         | Serbia               | 1997-1998     |
| RK Partizan           | Serbia               | 1998-1999     |
| RK Grad               | Serbia               | 1999-2001     |
| Borac Banja Luka      | Bosnia y Herzegovina | 2001-2002     |
| RK PKB                | Serbia               | 2002-2003     |
| Estrella Roja         | Serbia               | 2003-2005     |
| VfL Pfullingen        | Alemania             | 2005-2006     |
| HSG Nordhorn-Lingen   | Alemania             | 2006-2009     |
| Vive Targi Kielce     | Polonia              | 2009-2013     |
| Estrella Roja         | Serbia               | 2013-2014     |
| Al Rayyan             | Catar                | 2013 (cedido) |
| Meshkov Brest         | Bielorrusia          | 2014-2018     |
| Maccabi Rishon LeZion | Israel               | 2018-2020     |
| RK Vojvodina          | Serbia               | 2020          |
| Pfadi Winterthur      | Suiza                | 2021 - Act.   |